# Leudal (natuurgebied)

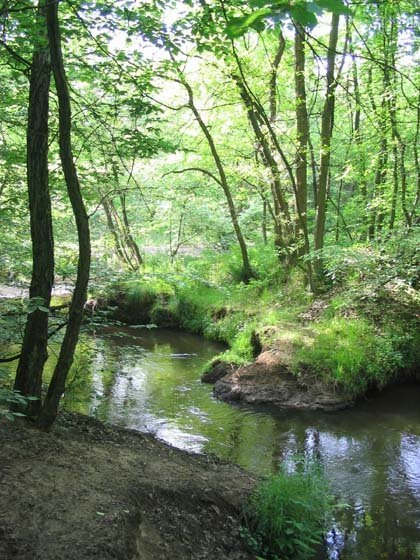
De Leubeek in natuurreservaat het Leudal

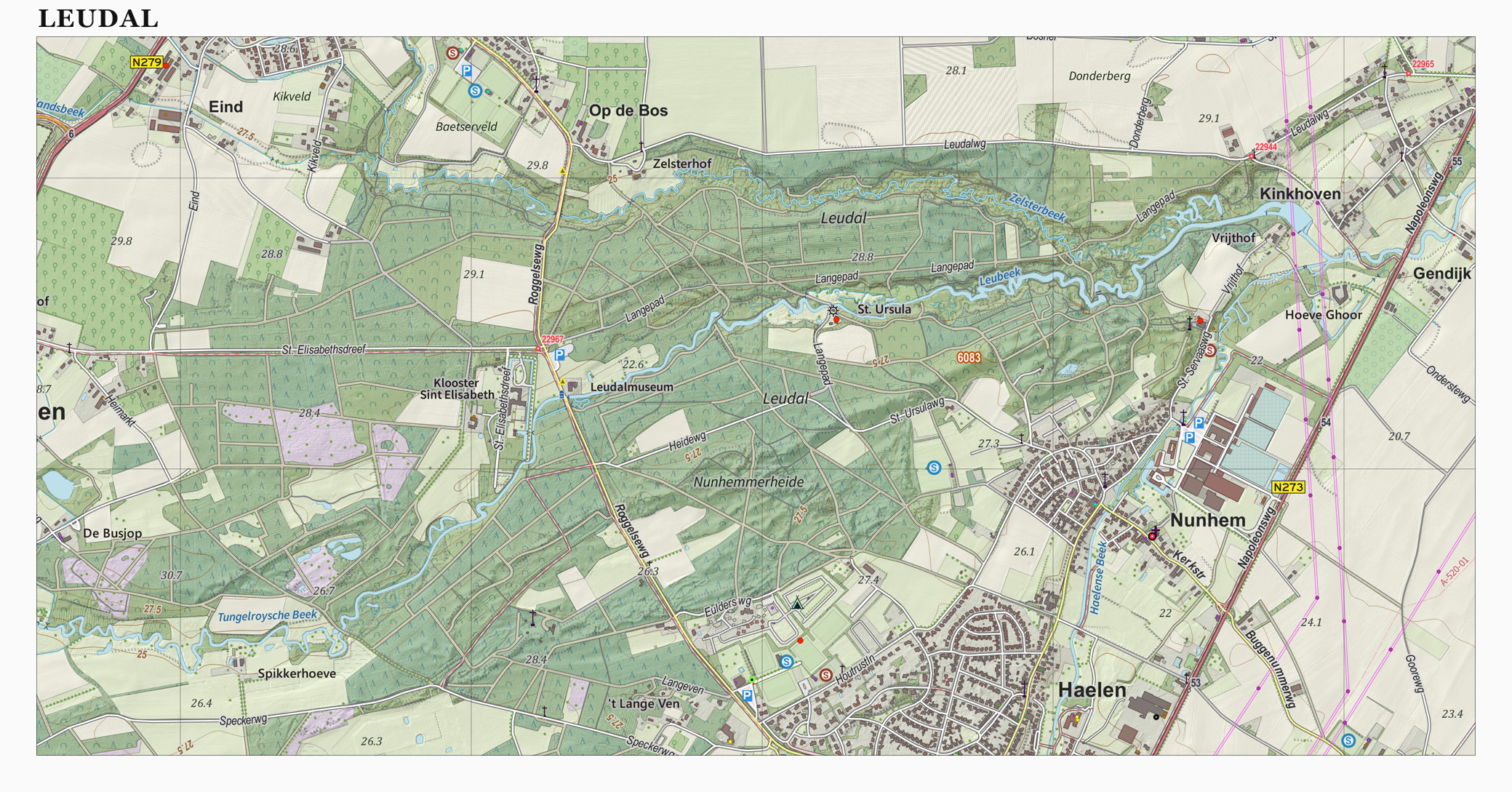
Topografische kaart van het Leudal, per dec. 2015

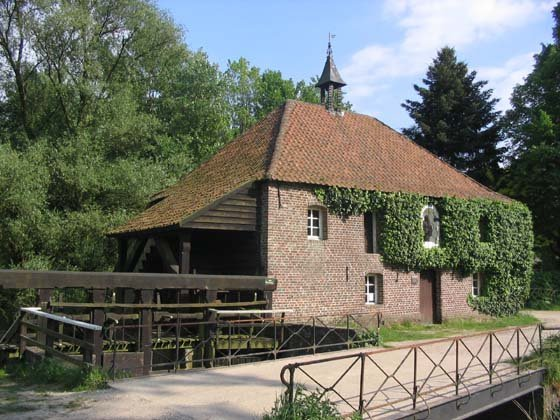
De Sint-Ursulamolen in het Leudal

Het Leudal is een natuurgebied in de Nederlandse provincie Limburg. Het is gelegen tussen de dorpskernen Haelen, Roggel, Neer, Nunhem en Heythuysen in de gemeente Leudal.
Het natuurgebied omvat zo'n 900 ha, waarvan een groot deel (500 ha) als reservaat beheerd wordt door Staatsbosbeheer. Het gebied is met name bekend vanwege zijn beekdalen. Een gebied van 315 ha is aangewezen als Natura 2000-gebied.

## Beekdalen
Door het gebied stromen de Tungelroyse Beek (ter plekke ook Leubeek genoemd) en de Zelsterbeek. Tussen Nunhem en Neer vloeien die samen tot de Neerbeek. Slechts enkele honderden meters verderop voegt zich ook de Haelense Beek daarbij, die kilometerslang net zuidelijk en oostelijk van het reservaat loopt. De Leubeek is in het verleden grotendeels gekanaliseerd. Maar aan het begin van 21e eeuw is een belangrijk stuk van de oude beekloop met zijn meanders weer hersteld. Bovenstrooms van het Leudal zijn of worden verschillende beektrajecten hersteld, met name delen van de Tungelroyse Beek en de Roggelse Beek.
Midden in het gebied ligt de Sint-Ursulamolen of Leumolen uit 1773 (vernoemd naar Sint-Ursula). Het is een watermolen, gebruikt voor graan en olie.

## Geologie
Het Leudal is een betrekkelijk hooggelegen dekzandgebied aan de westoever van de Maas, met afzettingen uit de laatste ijstijd. Men vindt er beekdalen, landduinen en bosvennen. Door de ligging in een landschap met Maasterrassen en vrij grote hoogteverschillen stromen de beken snel en zijn de beekdalen opvallend diep in het zand ingesneden.

## Flora
De hoogste natuurwaarden van het Leudal vindt men in de beekdalen. De vegetatie is er zeer gevarieerd. Bijzonder zijn de diepst ingesneden dalen vanwege de daar optredende kwel en de daarbij behorende vegetatie. De natte bossen in de diepe beekdalen behoren tot relatief bijzondere bostypen (elzenbroek, vogelkers-essenbos, haagbeukenbos en berkenbroek). Daarin treft men vooral soorten aan die op diepe kwel wijzen, zoals grote hoeveelheden goudveil, dotterbloem en waterviolier. In poelen en moerasjes groeien verder slangenwortel, elzenzegge, stijve zegge, gagelstruwelen en adderwortel.
Op betrekkelijk voedselarme plekken in het beekdal bloeien in het voorjaar de slanke sleutelbloem, bosanemoon, dalkruid en lelietjes-van-dalen. Ten oosten van het Elizabethklooster liggen schrale graslanden met o.a. gevlekte orchis.
Ook de hogere gronden vormen een gevarieerd natuurgebied met bos (bestaande uit loofbomen en naaldbomen), kleine heideveldjes en droge graslanden. Ook zijn er akkers en weiden te vinden.

## Fauna
Ook de fauna is zeer gevarieerd. Naast vos en ree komen er dassen voor en andere marterachtigen; in de omgeving zwerft een groep wilde zwijnen rond. In 2002 zijn er bevers uitgezet die het goed lijken te doen.
Bijzondere vogelsoorten zijn zwarte specht, groene specht, middelste bonte specht, goudvink, grote gele kwikstaart, sperwer en boomvalk. Bovendien zijn er ijsvogels te vinden, die aan het gebied met steile zandoevers en visrijke beken een ideale habitat hebben. Verder verdient de phegeavlinder een vermelding.

## Beheer
Het hermeanderen van de beken in het Leudal is nog lang niet afgerond. Aan het herstel van een natuurlijke waterhuishouding in het Leudal en omgeving zitten nog meer problemen vast. Zo staan er verschillende watermolens in de omgeving: de Sint-Elisabethsmolen (ruïne), de Leumolen of Sint-Ursulamolen (gerestaureerd) en in Neer, direct benedenstrooms van het natuurgebied, de Friedesse Molen (gerestaureerd). Bij deze molens zijn vispassages nodig, die enkele jaren geleden zijn aangelegd.
Staatsbosbeheer laat een deel van de droge graslanden in het gebied begrazen door paarden.

## Recreatie

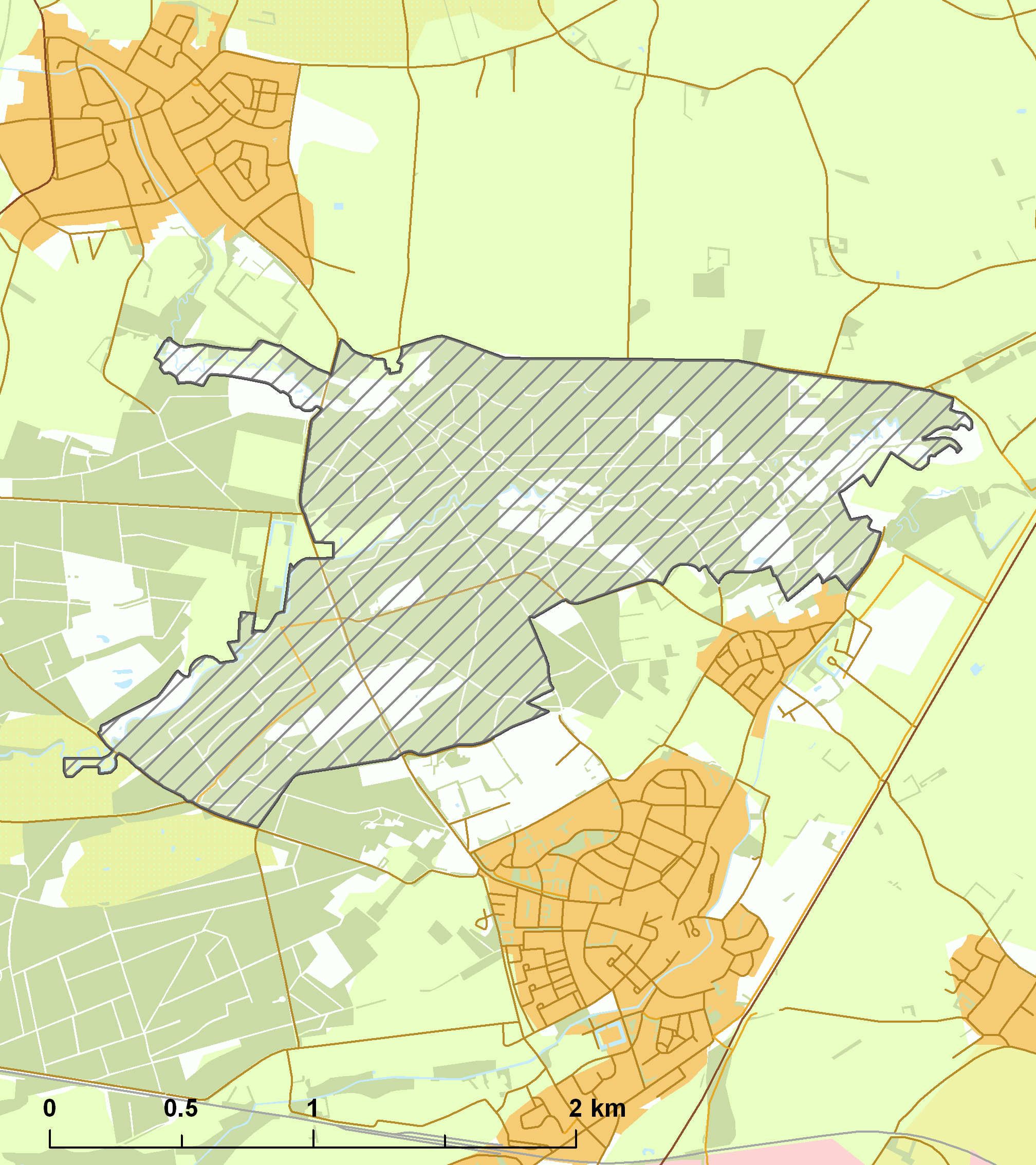
Natura 2000 gebied

Het Leudal is een zeer populair wandelgebied en wordt onder andere aangedaan door het Hertogenpad, maar er zijn ook veel kortere wandelroutes te vinden, waarvan een aantal gemarkeerd is met gekleurde paaltjes. Deze beginnen vlak bij het Leudalmuseum, gevestigd in de Sint Elisabethshof. Dit museum geeft informatie over de flora en fauna, de archeologie, heemkunde en wat geschiedenis (met name de Tweede Wereldoorlog) van het gebied.
Verder lopen er ruiterpaden door het gebied en fietspaden als onderdeel van het fietsroutenetwerk.
In het door Staatsbosbeheer beheerde gedeelte zijn weinig overnachtingsmogelijkheden (wel wat van Staatsbosbeheer zelf), maar in de directe omgeving zijn er onder meer campings.